# Tratado de Point Elliott

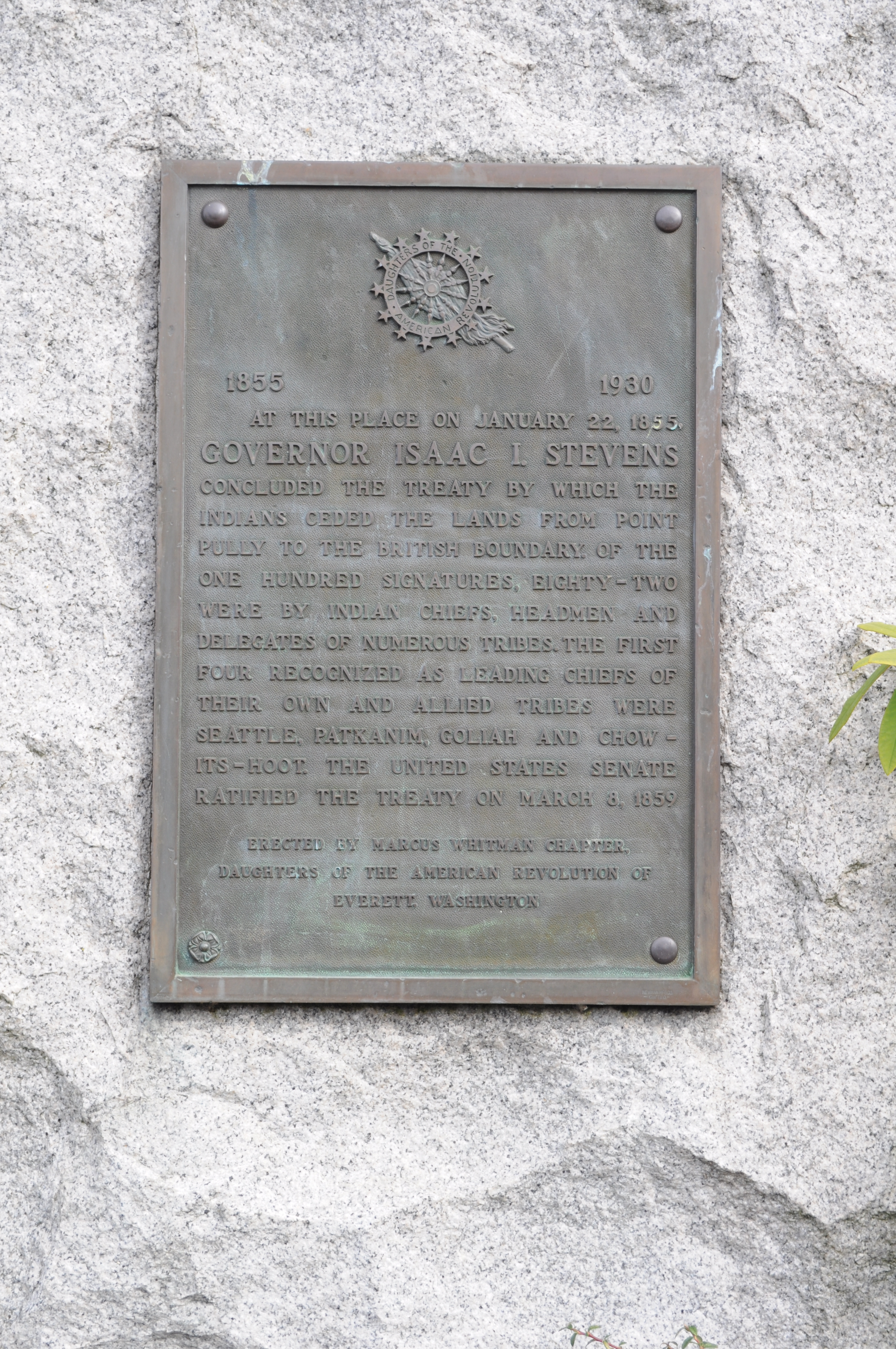
Pared de mármol de color blanco, en una parte de la pared existe un

El Tratado de Point Elliott fue un tratado entre el gobierno de Estados Unidos y varias tribus amerindias de la región del estrecho de Puget en el entonces recientemente formado Territorio de Washington. Fue firmado el 22 de enero de 1855 en Point Elliott, donde actualmente está Mukilteo, Washington.
Los firmantes del Tratado de Point Elliott incluían a Sealth y al Gobernador Territorial Isaac Stevens. Representantes de los Suquamish, Skagit, Snohomish, Duwamish, Lummi, Swinomish y otras tribus también lo firmaron. El tratado establecía las reservas de Port Madison, Tulalip, Swinomish, y Lummi. 
- Datos: Q2518911
- Multimedia: Treaty of Point Elliott / Q2518911